# Veronica Guerin
Veronica Guerin (5. července 1958, Dublin – 26. června 1996, silnice N7) byla irská novinářka píšící o zločincích, která byla posléze zavražděna irskou drogovou mafií.

## Život a kariéra
Studovala účetnictví a politické vědy. Později našla práci v novinách Sunday Business Post a Sunday Tribune. V roce 1994 začala psát o kriminálnících pro irské noviny Sunday Independent. Proslavila se užíváním přezdívek pro členy podsvětí — vyhýbala se tak irským zákonům o nactiutrhání. Když začala odhalovat obchodníky s drogami, dostávala spoustu výhrůžek smrtí. V říjnu roku 1994 prolétla jejím oknem na chatě nedaleko od Dublinu kulka. 30. ledna 1995 byla střelena do nohy ve svém domě po publikování článku o mnichovi, jenž byl podezřelý z největší loupeže v Irsku. Její kritici tvrdili, že si to způsobila sama pro zvýšení publicity. Bez ohledu na tuto událost slíbila pokračování svého vyšetřování. Noviny Independent nechaly pro její ochranu nainstalovat do jejího domu bezpečnostní systém. 13. září 1995 na ni zaútočil usvědčený zločinec John Gilligan, když se mu pokoušela položit několik otázek. Drogový boss Gilligan jí potom večer volal a vyhrožoval únosem a mučením syna, jestli o něm někdy něco napíše. Garda Siochana (irská policie) jí přidělila 24hodinovou ochranu, ale Veronika Guerin namítala, že jí to překáží v její práci.
26. června 1996 byla zavražděna, když stála na červenou se svým vozem Oplem Calibra na naaské silnici, nedaleko od Dublinu. Její automobil byl sledován dvěma muži na motorce, kteří zastavili vedle jejího auta a spolujezdec z motorky na ni šestkrát vystřelil. Zraněním na místě podlehla. Její zavraždění způsobilo masové demonstrace a bylo označeno jako přímý útok na demokracii. Zemřela v 38 letech, zůstal po ní manžel a šestiletý syn Cathel. Její vražda byla první vraždou novináře v Irsku. Bezprostředně po její smrti irský parlament zpřísnil zákony na ochranu před podobnými zločinci a pro jejich přísnější postih. Vláda dostala právo zadržet majetek nakoupený ze špinavých peněz.
V listopadu 1998 byl z účasti na její vraždě usvědčen drogový dealer Paul Ward, který se snažil zbavit použité motorky a zbraně, a odsouzen na doživotí ve vězení. Na doživotí za její vraždu byl odsouzen také Brian Meehan. John Gilligan byl vydán do Spojeného království 3. února 2000. Nebyl usvědčen z její vraždy, ale z obchodu s drogami a byl odsouzen na 28 let. Po odvolání mu byl trest zmírněn na 20 let. V lednu 2008 se pokusil zastavit proces zabíráni svého jmění prohlášením, že její vraždu si objednal John Trayner a že on s tím neměl nic společného. Pokusil se také zpochybnit soudní jednání a práci irské policie, aby pominuly důvody pro jeho zatčení. Ironii bylo, že Trayner byl její důvěrný zdroj, který ji informoval o dění uvnitř mafie a tedy jí dodával informace, které později vedly k její vraždě. Dodnes se skrývá před spravedlností v Portugalsku. Její smrt vedla k více než 150 zatčením mezi irskými gangstery.
O jejím příběhu byly natočeny filmy When the sky Falls a Veronica Guerin, několik písniček a také kniha: 'Reilly, Emily. Veronica Guerin: The Life and Death of a Crime Reporter. Vintage, 1998. ISBN 0-09-976151-3